# Netokracja
Netokracja (ang. net – sieć, aristocracy – arystokracja) – fikcyjna nowa klasa wyższa w teoretycznym społeczeństwie cyfrowym stanowiąca elitę informacyjną.
Wizja nowej rzeczywistości przedstawiona została w książce Netokracja. Nowa elita władzy i życie po kapitaliźmie Alexandra Barda i Jana Söderqvista, w której władzę przejmą netokraci, zwani nową arystokracją, arystokracją sieci. W opisanej w tej publikacji rzeczywistości naczelną wartością jest informacja.
Zdaniem Magdaleny Szpunar netokratów cechuje konsumpcja imploatywna, pieniądze nie mają charakteru priorytetowego, liczą się tutaj raczej kontakty i wiedza oraz poczucie przynależności do grona nielicznych wybranych, którzy mają dostęp do ekskluzywnych informacji.

## Cechy netokratów
- zmarginalizowanie znaczenia wyższej edukacji – dyplomy, tytuły i certyfikaty tracą na wartości,
- dążenie do ekskluzywnej rozrywki, nowych wrażeń, doświadczeń – ukrytej przed ludźmi spoza elity,
- pragnienie ułatwienia „dialogu” między różnymi kulturami,
- niechęć do afiszowania się ze swoją działalnością, przez co trudno jest ich zlokalizować, a więc i umiejscowić nowe ośrodki władzy,
- chęć posiadania informacji, do których ludzie spoza elit nie mają dostępu,
- postępowanie zgodnie z nowym prawem – kodeksem postępowania w sieci – netykietą (największą karą jest odcięcie od Internetu),
- sprawą kluczową jest dla nich ochrona praw autorskich, ponieważ stworzą oni nowe patenty.

## Rodzaje działalności netokratycznej
- Eternaliści – interpretują informacjonalistyczną rzeczywistość; zastąpią dotychczasowych uczonych. Charakteryzuje ich: szybkość działania i reakcji na zmiany oraz szerokie spojrzenie na rzeczywistość.
- Kuratorzy – sprawują władzę; zastąpią polityków. Dzięki dostępowi do ekskluzywnych informacji stworzą sieć. Obejmą też władzę sądowniczą.
- Neksjaliści – zajmują się biznesem internetowym; zastąpią burżuazję. Posiadają ekskluzywne informacje, które mogą sprzedawać.

## Konsumtariat
Konsumtariat (zlepek słów konsumpcja i proletariat), konsumpcyjny proletariat – ludzie wykluczeni z elity, ponieważ nie posiadają ekskluzywnych informacji, kontaktów. Mają dostęp tylko do informacji, które wykorzystane przez netokratów, nie są im już potrzebne. Ci, którzy nie chcą pozostać biernymi odbiorcami informacji, starają się wstąpić w szeregi netokratów. Nie pomagają w tym pieniądze, a wiedza, kontakty i ważne informacje.

## Plurarchia
Nieustanna skłonność netokratów do ucieczki ze środowiska, w którym się znajdują, do przenoszenia się z miejsca na miejsce, gdyż nie odpowiada im aktualna sytuacja, tworzą warunki do rozwoju zupełnie nowego i niezwykle skomplikowanego systemu politycznego, zwanego plurarchią (z ang. plural – mnogi, zróżnicowany, monarchy – monarchia).
Jest to system, w którym każdy decyduje o sobie, ale nie ma możliwości decydować o którymkolwiek z innych uczestników. Powoduje to kryzys demokracji. W sieci każdy jest swoim panem, interes grupy przestaje być ważny, a więc prawo jest notorycznie łamane. Zanika granica między legalnością a przestępstwem.